# Ravi Shankar
Ravi Shankar (bengalsko রবি শংকর), indijski glasbenik in skladatelj, * 7. april 1920, Benares, Britanska Indija, † 11. december 2012, San Diego, Kalifornija, ZDA.
Ravi Shankar je bil najbolj znani sodobni indijski glasbenik, ki je igral na tradicionalno indijsko brenkalo sitar. 
Izhajal je iz premožne in umetniško nadarjene bengalske brahmanske družine. Njegov starejši brat Uday Shankar je bil plesalec, ki je umetniško sodeloval s takrat najslavnejšo balerino na svetu Ano Pavlovo. Ravi Shankar se je v starosti deset let odpravil v Pariz, da bi se pridružil bratovi plesni skupini, ki je nastopala po Evropi in ZDA. Tekoče se je naučil francosko in se seznanil z zahodno klasično glasbo kot tudi z jazzom. V najstniških letih se je navdušil za igranje na tradicionalno indijsko glasbilo sitar.
Leta 1938 se je odpravil v Maihar, manjše mesto v centralni Indiji, da bi postal učenec znanega indijskega glasbenika in učitelja indijske klasične glasbe Allauddina Khana. Naporno učenje igranja na sitar pri strogem učitelju je trajalo do leta 1944. Leta 1941 se je poročil s hčerjo svojega učitelja Annapurno Devi, ki je bila tudi nadarjena glasbenica.
Ravi Shankar je v Indiji kmalu postal slaven kot vrhunski igralec na sitar in kot skladatelj. Napisal je glasbo za več filmov bengalskega filmskega režiserja Satjadžita Raja. Z nastopi v tujini je postal tudi mednarodno slaven. Postal je učitelj ameriških jazz glasbenikov kot sta bila John Coltrane in Don Ellis, snemal je glasbene albume z ameriškim violinistom Yehudijem Menuhinom in skladateljem Philipom Glassom. Najbolj pa je znan po sodelovanju z Georgom Harrisonom, kitaristom glasbene skupine Beatles, ki se je odpravil v Indijo, da bi se pri njem naučil igrati sitar.      
Ravi Shankar je zvoke indijske klasične glasbe prinesel v zahodno pop glasbo. George Harrison ga je imenoval »boter svetovne glasbe«. Teden dni pred svojo smrtjo je izvedel, da naj bi v letu 2013 prejel nagrado grammy za življenjske dosežke.
Njegova hči, ameriška glasbenica Norah Jones, je večkratna prejemnica nagrade grammy. 